# Archil Viktorovich Gelovani
Archil Viktorovich Gelovani (tiếng Gruzia: არჩილ გელოვანი, tiếng Nga: Арчил Викторович Геловани; 27 tháng 11 [OS 14 tháng 11] 1915 - 19 tháng 8 năm 1978) là một sĩ quan Liên Xô và sau này là Nguyên soái công binh, chịu trách nhiệm về hậu cần, công sự và cơ sở hạ tầng quân sự trong và sau Chiến tranh thế giới thứ hai. Ông được giao nhiệm vụ nhiều lần củng cố các khu vực chiến lược quan trọng và cũng như tái thiết, bao gồm tất cả các cảng ở Biển Đen trong và sau chiến tranh. Ông chủ yếu phục vụ các chức vụ về kỹ thuật quân sự và chiến lược quốc phòng, bao gồm cả chức vụ Thứ trưởng Bộ Quốc phòng và sẽ đóng một vai trò quan trọng trong sự phát triển cơ cấu của lực lượng vũ trang Liên Xô và lực lượng tên lửa chiến lược trong thời kỳ Chiến tranh Lạnh. Một đại lộ ở thủ đô Tbilisi của Gruzia và một con phố ở thành phố Sevastopol đã được đặt theo tên của Nguyên soái Gelovani.

## Thủa ban đầu
Gelovani sinh ngày 27 tháng 11 năm 1915 tại làng Spatagori của quận Tsageri, Gruzia. Cậu bé chưa được sáu tuổi thì cha cậu, kỹ sư Viktor Gelovani, qua đời vì bệnh thương hàn. Cậu bé mồ côi phải học cách sinh tồn và trưởng thành một cách gian khổ. Nhưng thay vì hủy hoại chàng trai trẻ, nó chỉ góp phần tôi luyện tính cách của anh.
Năm 1936 sau khi tốt nghiệp Học viện Công nghiệp Tbilisi, ông bắt đầu sự nghiệp của mình với tư cách là một kỹ sư. Chỉ sau ba năm, cuộc sống của anh đã thay đổi hoàn toàn. Gelovani gia nhập Quân đội Liên Xô khi quân đội đang cần các chuyên gia có năng lực vì ngày càng rõ ràng rằng một cuộc chiến tranh sẽ xảy ra sớm hay muộn. Người kỹ sư trẻ nhanh chóng tìm được vị trí của mình trong các lực lượng vũ trang và thăng tiến qua các cấp bậc của lực lượng này.

## Sự nghiệp quân sự
Là một kỹ thuật viên quân sự hạng 1, ông bắt đầu các hoạt động của mình với Hạm đội Biển Đen và sớm được bổ nhiệm làm kỹ sư trưởng cho các công trình xây dựng. Cuộc Chiến tranh Vệ quốc vĩ đại đã dẫn đến việc ông được giao dẫn đầu một đội công binh nhỏ xây dựng một số vị trí pháo binh và đặt các khẩu đội pháo lên chúng trong điều kiện pháo kích nặng nề nhất và không thể. Các khẩu pháo 152 mm sẽ đóng một vai trò lớn trong Trận Perekop, một phần của Cuộc tấn công Krym. Nhờ hoàn thành nhiệm vụ này, Gelovani đã nhận được giải thưởng cá nhân và đáng nhớ nhất đầu tiên của mình, Huân chương Sao Đỏ. Sau đó, ông còn nhận được nhiều huân huy chương khác.
Trong những năm sau chiến tranh, công việc của Archil Gelovani chủ yếu liên quan đến tái thiết, đặc biệt là các khu vực ven biển của Biển Đen. Vì vậy, vào năm 1953, ông được bổ nhiệm làm Giám đốc Cơ sở Hạ tầng Quân sự tại thành phố cảng Sevastopol, nơi bị tàn phá nặng nề trong chiến tranh. Việc xây dựng lại Sevastopol được coi trọng vì nó sẽ đóng vai trò là căn cứ chính của Hạm đội Biển Đen và được Moskva tuân thủ nghiêm ngặt. Do lập công lớn và nhiều nỗ lực khác trong khu vực, Gelovani sau đó đã được phong tặng danh hiệu 'Công dân danh dự và Anh hùng của Sevastopol' vào năm 1976. Một trong những đường phố của Sevastopol cũng được đặt theo tên của ông.
Từ năm 1956 đến năm 1959, Gelovani thực hiện các công việc xây dựng trong khi là chỉ huy thứ hai của Hạm đội Biển Đen. Sau đó cùng năm, ông được bổ nhiệm làm Phó Tư lệnh Hải quân Liên Xô xây dựng Buro với quân hàm Thiếu tướng.
Thành công của nhà chế tạo quân sự Archil Gelovani đánh giá đã khiến ông nhận được vị trí Kỹ sư trưởng Binh chủng Tên lửa Chiến lược. Đó là vào năm 1962 khi một chi nhánh mới trong lực lượng vũ trang kỷ niệm năm thứ hai. Lực lượng Công binh đã phải hoàn thành một nhiệm vụ to lớn là chế tạo các hệ thống tên lửa và bệ phóng kịp thời và nhanh chóng đưa chúng vào tình trạng báo động. Năm 1968, Gelovani nhận giải thưởng Lenin cho sự phát triển và thực hiện các cơ sở quân sự đặc biệt. Vài năm sau đó, ông cũng nhận được Giải thưởng Nhà nước do thành công và sẵn sàng chiến đấu cho tất cả các tên lửa chiến lược.
Năm 1974, ông được bổ nhiệm làm Thứ trưởng Bộ Quốc phòng về Xây dựng và Phân phối Quân đội. Một tấm bản đồ khổng lồ trong văn phòng của ông có các biểu tượng của các dự án xây dựng. Năm 1977, với vai trò là một kỹ sư, nhà tổ chức và hướng dẫn xây dựng vô số cơ sở hạ tầng quân sự và dân sự, Đại tướng Archil V Gelovani đã được trao tặng danh hiệu Nguyên soái Công binh.

## Qua đời
Do một căn bệnh không rõ nguyên nhân, Nguyên soái Archil Gelovali qua đời vào ngày 19 tháng 8 năm 1978, tại Moskva. Trong bệnh viện, ông đã trả lời phỏng vấn ngắn cho một trong những tạp chí quân sự: "Người thợ xây thực sự chỉ có thể là người yêu nghề, và hơn thế nữa - yêu mọi người...
Ông được chôn cất tại Nghĩa trang Novodevichy ở Moskva.

## Danh hiệu và giải thưởng
Gelovani đã nhận được tổng cộng 37 giải thưởng, bao gồm các giải thưởng sau:
Huân chương Lenin, 
Huân chương Chiến tranh Vệ quốc, hạng nhất, 
Huân chương Lao động Đỏ, 
Xô Viết tối cao của Liên Xô, 
Huân chương Sao Đỏ, hai lần, 
Huân chương phục vụ Tổ quốc trong Lực lượng vũ trang Liên Xô, hạng 3, 
Kiến trúc sư nhân dân của Liên Xô, 
Huân chương "Vì sự nghiệp bảo vệ Sevastopol", 
Huân chương "Vì sự nghiệp bảo vệ Odessa", 
Huân chương "Vì sự nghiệp bảo vệ vùng Caucasus", 
Huân chương phục vụ Tổ quốc trong Lực lượng vũ trang Liên Xô, 
Huân chương Danh dự, 
Huân chương Cách mạng Tháng Mười, 
Huân chương Lao động Vinh quang, 
Huy chương "Vì lòng dũng cảm" (Nga), 
Huy chương "Vì Dịch vụ Hoàn hảo", tất cả các hạng, 
Huân chương "Cựu chiến binh Lực lượng vũ trang Liên Xô", 
Huân chương "Vì tấm lòng Lao động", 
Kỷ niệm chương "Hai mươi năm chiến thắng trong cuộc chiến tranh vệ quốc vĩ đại 1941-1945", 
Kỷ niệm chương "Ba mươi năm chiến thắng trong cuộc chiến tranh vệ quốc vĩ đại 1941-1945", 
Kỷ niệm chương "30 năm Quân đội và Hải quân Liên Xô", 
Kỷ niệm chương "40 năm Lực lượng vũ trang Liên Xô", 
Kỷ niệm chương "50 năm Lực lượng vũ trang Liên Xô", 
Giải thưởng Lê-nin (1968), 
Huân chương Jubilee "Kỷ niệm 100 năm kể từ ngày sinh của Vladimir Il'ich Lenin", 
Giải thưởng Nhà nước Liên Xô (1977), 
Người xây dựng danh dự của RSFSR (1971), 
nhiều giải thưởng nước ngoài.